# The Hill Billy
The Hill Billy is een Amerikaanse stomme film uit 1924, geregisseerd door George W. Hill, met in de hoofdrollen Jack Pickford en Lucille Ricksen. De film is wellicht zoekgeraakt.

## Verhaal
"Groundhog" Spence vermoordt de vader van Jed McCoy en trouwt met de weduwe McCoy om haar land in handen te krijgen dat rijk is aan steenkool. Jed is verliefd op Spence’s nichtje Emmy Lou, een aantrekkelijke wees die hem leert lezen en schrijven, maar Spence dwingt haar om met zijn zoon Aaron te trouwen.
Wanneer Aaron vermoord wordt terwijl hij probeert om oplichters te verjagen die de steenkoolgronden willen, wordt Jed valselijk beschuldigd van de moord. Wanneer Jed wordt vrijgesproken probeert Spence te ontsnappen, maar Jed achtervolgt hem en het komt tot een confrontatie op een geïmproviseerde vlot dat ongecontroleerd naar een reeks stroomversnellingen drijft. Spence verdrinkt en Jed wordt net op tijd gered door Emmy Lou voordat het vlot uiteengereten wordt.

## Rolverdeling
| Acteur          | Personage          | Opmerkingen     |
| --------------- | ------------------ | --------------- |
| Jack Pickford   | Jed McCoy          |                 |
| Lucille Ricksen | Emmy Lou Spence    |                 |
| Frank Leigh     | "Groundhog" Spence |                 |
| Ralph Yearsley  | Aaron Spence       |                 |
| Jane Keckley    | Mother McCoy       |                 |
| Snitz Edwards   | Tabb Tafel         |                 |
| Malcolm Waite   | "Big-Boy"          |                 |
| Bud Geary       | Sid Stebbins       | als Maine Geary |